# مجیوهان
مجیوهان یک منطقهٔ مسکونی در سومالی است که در Bari واقع شده‌است.